# 藍點九棘鱸
藍點九棘鱸，為輻鰭魚綱鱸形目鱸亞目鮨科的其中一種，分布於西太平洋區，從菲律賓至澳洲海域，包括帛琉、所羅門群島，棲息深度1-50公尺，體長可達40公分，棲息在珊瑚礁區或海草床，為底棲性魚類，屬肉食性，以甲殼類及魚類為食，可做為食用魚。

## 擴展閱讀
維基物種上的相關：藍點九棘鱸